# NGC 3267
NGC 3267 је спирална галаксија у сазвежђу Шмрк (Пумпа) која се налази на NGC листи објеката дубоког неба.
Деклинација објекта је - 35° 19' 22" а ректасцензија 10h 29m 48,5s. Привидна величина (магнитуда) објекта NGC 3267 износи 12,5 а фотографска магнитуда 13,5. NGC 3267 је још познат и под ознакама ESO 375-42, MCG -6-23-36, AM 1027-350, PGC 30934.